# تيكسترون ايرلاند سكوربيون
تيكسترون ايرلاند سكوربيون (Textron AirLand Scorpion) هي طائرة نفاثة أمريكية مقترحة للبيع ، لأداء دور طائرة هجوم أرضي خفيفة و الاستخبارات والمراقبة و مهامالاستطلاع (ISR). يجري تطويرها من قبل تيكسترون ايرلاند، وهي مشروع مشترك بين شركتي تيكسترون وايرلاند (AirLand Enterprises). تم بناء نموذج أولي سرا بواسطة سيسنا في منشأة ويتشيتا، كانساس بين أبريل 2012 وسبتمبر 2013 وحلقت للمرة لأول مرة في 12 ديسمبر 2013.

## المواصفات
البيانات من Manufacturer
الخصائص العامة
- طاقم: 2
- طول: 45 قدم 6 بوصة (13.87 م)
- باع الجناح: 47 قدم 10 بوصة (14.58 م)
- ارتفاع: 13 قدم 4 بوصة (4.06 م)
- مساحة الجناح: 175.3 قدم2 (16.29 م2)
- الوزن فارغة: 12,700 رطل (5,761 كـغ)
- وزن الإقلاع الأقصى: 22,000 رطل (9,979 كـغ)
- سعة الوقود: 6,000 lb (2 ,722 kg)
- محركات: 2 × Honeywell TFE731 turbofan, 4,000 رطلق (18 كـن) thrust الواحد

أداء
- السرعة القصوى: 450 عقدة (518 ميل/س؛ 833 كم/س)
- Stall speed: 95 عقدة (109 ميل/س؛ 176 كم/س) (max)[6]
- Ferry range: 2,200 nmi (2,500 ميل؛ 4,100 كـم) with auxiliary fuel
- سقف الخدمة: 45,000 قدم (14,000 م)

تسليح

- نقاط تعليق: 6[7] with a capacity of 6,200 رطل (2,800 كـغ),[8] and an internal bay with a 3,000 رطل (1,400 كـغ)[9] of armaments and other stores,with provisions to carry combinations of:
  - Rockets: Various rockets
  - صواريخ: Infrared air-to-air and laser-guided missiles
  - القنابل: precision and non-precision munitions
  - Other: Gun pod

إلكترونيات الطيران

- Flight Management System, Built-In
- Terrain Awareness and Warning System (TAWS), Class-B
- Dual Inertial Reference System
- Dual Global Positioning System/Satellite-Based Augmentation System (GPS/SBAS)
- External Video display (Mission Processor, EO/IR, etc.) – Sensor Agnostic
- Garmin Synthetic Vision Technology (SVT)
- Touch-screen control panels
- Weather Radar Controls
- متوافق مع الرؤية الليلية
- Digital In Flight Sensor Playback for Forensic Analysis
- تاليس آي ماستر رادار

## روابط خارجية
- Official Textron AirLand Scorpion page
- Official video of first taxi tests